# Annie Vigier et Franck Apertet
Annie Vigier et Franck Apertet est un duo d'artistes français fondé en 1994 sous le nom de les gens d'Uterpan. 

## Membres
Annie Vigier (née en 1965 à Gonesse) et Franck Apertet (né en 1966 à Ugine) travaillent dans le domaine de la performance et du théâtre dansé. Ils vivent à Paris.

## Travail
Le projet X-Event travaille à l'interface entre l'art du spectacle et de la sculpture.
Leur travail a été joué dans de nombreux théâtres contemporains et montré dans divers espaces d'art et musées, dont le Musée d'art moderne de la Ville de Paris, le Centre Georges-Pompidou, la Galerie nationale de Prague, le Cultuurcentrum Strombeek Grimbergen, le CAC Brétigny, le CAC Vilnius, le Casino Luxembourg – Forum d'Art Contemporain, la Biennale Internationale Sinop, le Taipei City Art Museum, le Centre d'Art Contemporain de Gdańsk, le Festival de Théâtre Indépendant ACT de Sofia et la documenta 14 de Kassel et d'Athènes.